# Мандриченко Іван Іванович
Іван Іванович Мандриченко (нар. 18 червня 1965) — радянський, молдовський та російський футболіст, півзахисник, згодом — молдовський футбольний тренер.

## Кар'єра гравця
З 1982 по 1985 рік грав за тираспольський «Автомобіліст», в 81 матчі першості СРСР забив 2 голи. З 1988 по 1991 знову виступав за тираспольський клуб, який за цей час неодноразово змінював назви, встигнувши побувати «Текстильником», «Тирасом» і «Тилігулом». У цей період провів у союзній першості 128 матчів, в яких відзначився 1 голом.
У 1992 році продовжив кар'єру в слов'янській «Ниві», зіграв 15 матчів і забив 6 м'ячів в російській першості, після чого перейшов у «Кубань», в складі якої дебютував у Вищій лізі Росії, провів 3 зустрічі: проти «Океану», ставропольського «Динамо» й «Уралмашу».
Сезон 1993 року знову розпочав у «Ниві», зіграв 4 зустрічі, після чого знову опинився в «Кубані», де провів 12 ігор й відзначився 1 голом, після чого перейшов в українське «Динамо» з Хмельницького, за яке зіграв 13 матчів. З 1993 року й до кінця 90-их років, коли Іван завершив футбольну кар'єру, зіграв понад 100 матчів у Національному дивізіоні в складі молдовських клубів.

## Кар'єра тренера
З лютого 2006 до 2008 року очолював клуб чемпіонату Молдови «ЦСКА-Стяуа». Зараз працює з юнацькою (U-17) командою в клубі «Дачія-2» (Буюкань), zrf є фарм-клубом кишинівської «Дачії».